# 達氏天竺鯛
達氏天竺鯛，為輻鰭魚綱鈎頭魚目天竺鯛科天竺鯛屬的其中一個種。

## 分布
本魚分布於東太平洋區，包括墨西哥、哥斯大黎加、瓜地馬拉、尼加拉瓜、宏都拉斯、巴拿馬、薩爾瓦多、秘魯、哥倫比亞、加拉巴哥群島、厄瓜多等海域。

## 特徵
本魚體延長而側扁，眼大，口大略下位。魚體呈紅褐色，從吻部至眼部有二淡色縱紋，並經過眼中間。側線明顯，尾柄有一黑色眼斑，尾鰭略凹，體長可達7.5公分。

## 生態
本魚棲息於岩礁區，白天躲藏於岩縫中，夜間出來覓食，屬肉食性，以浮游生物為食。繁殖期時，雄魚具有口孵習性，卵約7日化成仔魚，由雄魚吐出，具短暫的仔魚飄浮期。

## 經濟利用
不具任何經濟價值。